# Altona (Dötlingen)
Altona ist ein Ortsteil der Gemeinde Dötlingen im niedersächsischen Landkreis Oldenburg im Naturpark Wildeshauser Geest. 
Der vier Kilometer südöstlich vom Ortskern Dötlingens und an der Nordgrenze der Stadt Wildeshausen gelegene Ortsteil hatte im August 2022 21 Einwohner. Altona liegt an der L 872. Die Bundesstraße 213 verläuft südlich und die Bundesautobahn 1 verläuft nördlich in geringer Entfernung.
Der etwa elf Kilometer lange Altonaer Mühlbach (auch Altonaer Mühlenbach, 1584 Penningsbäke), ein rechtsseitiger Nebenfluss der Hunte, durchquert den Ortsteil. 

## Geschichte
Altona war früher auf Grund seiner Lage ein strategisch wichtiger Ort. Hier kreuzten sich die Flämische Straße mit dem Stedinger Weg und der alten Friesischen Heerstraße. Um 1562 ließ deshalb Graf Anton I. hier die Wassermühle Altona (die Penning mule) mit Zollstätte errichten. Der heutige Mühlenbau stammt von 1894, wurde bis 1960 als Mühle betrieben, 1984 umgebaut und saniert als kleiner Saal des Hotel-Restaurants Gut Altona.